# Kunovec Breg
Kunovec Breg – wieś w Chorwacji, w żupanii kopriwnicko-kriżewczyńskiej, w mieście Koprivnica. W 2011 roku liczyła 641 mieszkańców.